# تجن‌لته سفلی
تجن‌لته سفلی، روستایی است از توابع بخش گهرباران شهرستان میاندورود در استان مازندران ایران.

## جمعیت
این روستا در دهستان میان‌دورود بزرگ قرار داشته و براساس آخرین سرشماری مرکز آمار ایران که در سال ۱۳۸۵ صورت گرفته، جمعیت آن ۳۷۶نفر (۸۶خانوار) بوده‌است.
از شمال به دریای خزر 
از جنوب به روستای تجن لته علیا
از شرق به جاده آسفالته گهرباران 
رودخانه زردی 